# إلين هانلي
إلين هانلي (بالإنجليزية: Ellen Hanley)‏ هي مغنية أمريكية، ولدت في 15 مايو 1926 في لورين في الولايات المتحدة، وتوفيت في 12 فبراير 2007 في نوروولك في الولايات المتحدة بسبب سكتة.

## وصلات خارجية
- إلين هانلي على موقع ميوزك برينز (الإنجليزية)
- إلين هانلي على موقع قاعدة بيانات برودواي على الإنترنت (الإنجليزية)
- إلين هانلي على موقع ديسكوغز (الإنجليزية)